# Bazoques
Bazoques är en kommun i departementet Eure i regionen Normandie i norra Frankrike. Kommunen ligger i kantonen Thiberville som tillhör arrondissementet Bernay. År 2022 hade Bazoques 140 invånare.

## Befolkningsutveckling
Antalet invånare i kommunen Bazoques
Referens:INSEE